# 洪仲丘事件
洪仲丘事件（ホン・チョンチューじけん）は、2013年7月に中華民国（台湾）の陸軍内で起きた下士官の死亡事件である。

## 死亡に至る経緯
洪仲丘は徴兵により、新竹県湖口郷陸軍第六軍団機甲542旅団に伍長として所属していた。洪は2013年7月6日に退役する予定であったが、6月末にカメラ付き携帯電話とMP3プレイヤーを軍営に持ち込んだ事を咎められ、軍の安全保密規定に抵触するとして士官賞罰委員会にかけられ、桃園県楊梅市にある機歩269旅団の高山頂駐屯地に送られて「悔過」処分を受けた。
処分中の7月3日、屋外気温が非常に高い中、洪は訓練を命じられた。洪は訓練中に水を求めたが、監視者は一度だけ飲水を許し、それ以降は許さなかった。17時30分に訓練が終了した際、洪は熱中症から呼吸困難と痙攣を発した。洪はまず桃園県内の病院に送られたが既に体温が44度に達していた。その後台北市の三軍総医院に送られたが、高体温、全身の内出血など症状は余りに深刻で、4日早朝に死亡した。死因は過度の運動により引き起こされた熱中症・低ナトリウム血症から来る多臓器不全とされた。

## 調査と処分
洪が死亡した7月4日から遺族が訴えを始め、台湾の各メディアでも報道が始まった。7月9日には国防部が洪の死亡に対する責任を認め、11日から15日にかけて、洪の死亡に関わった機械化歩兵269旅団と機甲542旅団の将校、及び陸軍司令を含む陸軍上層部への処分を発表した。
7月15日、洪の遺体が司法解剖され、その結果、洪の死は偶然の事故ではなく、人為的に引き起こされたものだとした。
7月24日、台湾の馬英九総統は洪の遺族と社会に対し、「軍の違法な措置により洪は死亡してしまった」として謝罪を述べた。
7月29日に、高華柱国防部長が引責辞任した。
軍の捜査、桃園地方検察署の捜査を経て、8月23日、3人の将校が桃園地方法院により拘束された。